# Davide Casarin
Davide Casarin (Mestre, 22 maggio 2003) è un cestista italiano.

## Biografia
È il figlio dell'ex cestista Federico Casarin, attuale presidente della Reyer Venezia e vice presidente della Federazione.

## Carriera
Cresciuto nel minibasket della Reyer Venezia. Ha iniziato a giocare all’età di 4 anni facendo tutta la trafila delle squadre giovanili, fino all’attuale Under 18. È nel roster della prima squadra 2019/2020. Il 12 maggio 2019 a soli (15 anni e 355 giorni) debutta in Serie A, nella gara tra Umana Reyer - Germani Brescia, segnando i primi due punti in carriera, e giocando anche alcune partite nei play-off della stagione 2018-19 vinti poi dalla formazione veneta.
Il 2 luglio 2021 passa con la formula del prestito biennale, al Treviso Basket.

## Statistiche
| Cronologia completa delle presenze e dei punti in Nazionale - Italia | Cronologia completa delle presenze e dei punti in Nazionale - Italia | Cronologia completa delle presenze e dei punti in Nazionale - Italia | Cronologia completa delle presenze e dei punti in Nazionale - Italia | Cronologia completa delle presenze e dei punti in Nazionale - Italia | Cronologia completa delle presenze e dei punti in Nazionale - Italia | Cronologia completa delle presenze e dei punti in Nazionale - Italia | Cronologia completa delle presenze e dei punti in Nazionale - Italia |
| Data                                                                 | Città                                                                | In casa                                                              | Risultato                                                            | Ospiti                                                               | Competizione                                                         | Punti                                                                | Note                                                                 |
| -------------------------------------------------------------------- | -------------------------------------------------------------------- | -------------------------------------------------------------------- | -------------------------------------------------------------------- | -------------------------------------------------------------------- | -------------------------------------------------------------------- | -------------------------------------------------------------------- | -------------------------------------------------------------------- |
| 26/02/2023                                                           | Cáceres                                                              | Spagna                                                               | 68 - 72                                                              | Italia                                                               | Qual. Mondiali 2023                                                  | 10                                                                   | [ 3 ]                                                                |
| 25/02/2024                                                           | Szombathely                                                          | Ungheria                                                             | 62 - 83                                                              | Italia                                                               | Qual. Euro 2025                                                      | 0                                                                    | [ 4 ]                                                                |
| 23/06/2024                                                           | Trento                                                               | Italia                                                               | 79 - 68                                                              | Georgia                                                              | Torneo amichevole                                                    | 1                                                                    | [ 5 ]                                                                |
| Totale                                                               |                                                                      | Presenze                                                             | 3                                                                    |                                                                      | Punti                                                                | 11                                                                   |                                                                      |

## Palmarès

### Club
- Campionato italiano: 1

Reyer Venezia: 2018-2019
- Coppa Italia: 1

Reyer Venezia: 2020
- Serie A2 (pallacanestro maschile): 1

Scaligera Basket Verona: 2021-2022

### Nazionale
- Europei Under-16:
 Italia 2019